# Elizabeth Sparhawk-Jones
Elizabeth Sparhawk-Jones (née Elizabeth Huntington Jones ; 8 novembre 1885 - 26 décembre 1968) est une peintre américaine qui a vécu à New York, Philadelphie et Paris. Elle connait une brillante carrière de peintre au tournant du siècle, exposant ses œuvres à l'international et remportant des prix. Elle est victime d'une dépression nerveuse qui provoque une interruption momentanée dans sa carrière. Les œuvres de Sparhawk-Jones sont exposées dans plusieurs musées d'art américains, notamment à l'Art Institute of Chicago, au Metropolitan Museum of Art et au Museum of Modern Art.

## Biographie

### Famille

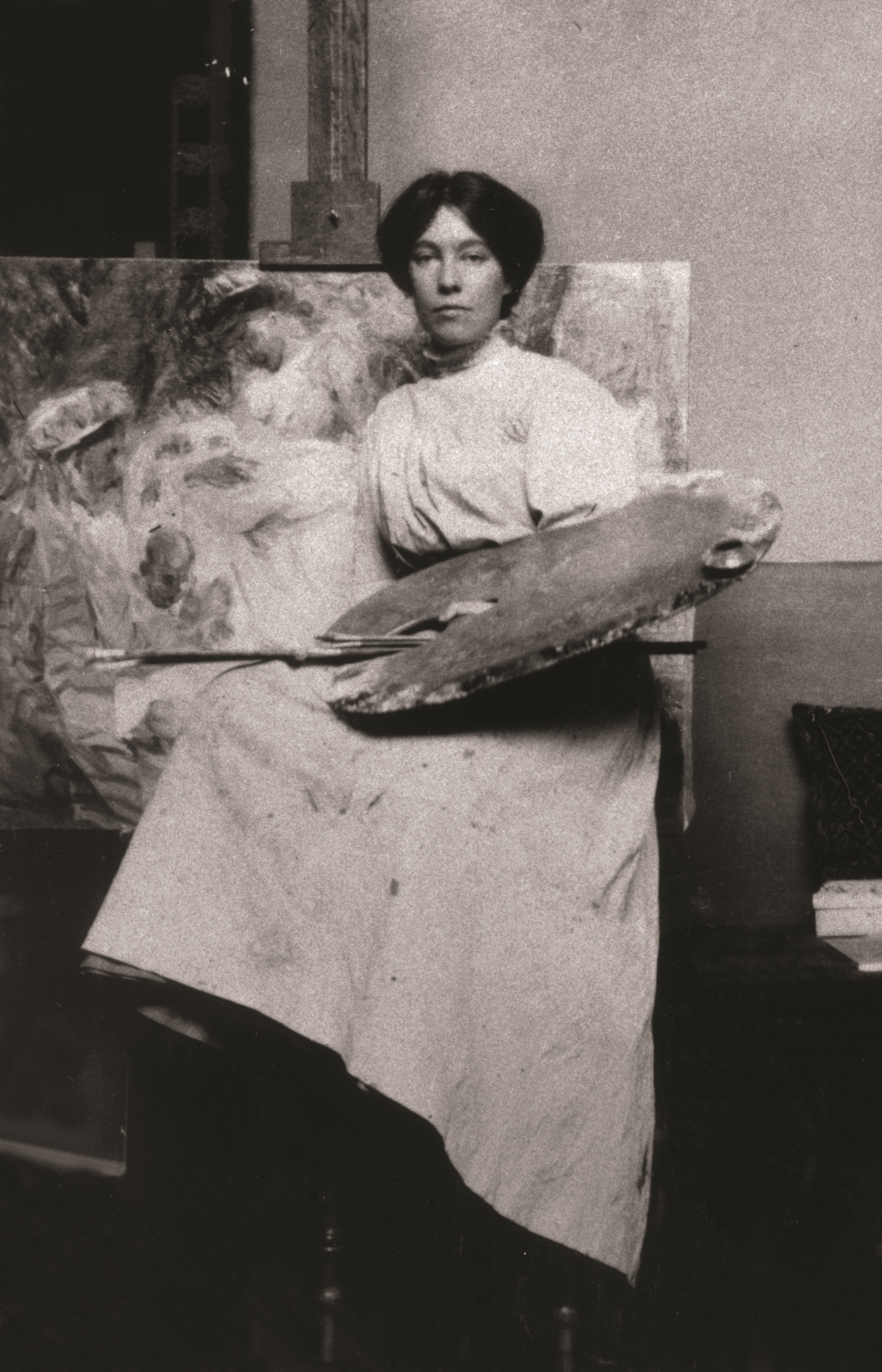
Sparhawk-Jones dans son atelier c. 1905.

Elizabeth Huntington Jones est née le 8 novembre 1885(p27) ; ses parents sont le révérend John Sparhawk Jones, DD et Harriet Sterett Winchester. John Sparhawk Jones est le pasteur de l'église presbytérienne Brown Memorial à Bolton Hill, à Baltimore jusqu'en 1890. Les Sparhawk-Jones déménagent à Philadelphie après que John a souffert d'une profonde dépression. Il devient le pasteur de l'église du Calvaire en 1894.
La mère d'Elizabeth est une femme dominatrice qui pense néanmoins qu'il faut laisser les enfants suivre leurs talents et leurs intérêts. Elle initie Elizabeth et sa sœur Margaret à la littérature classique,. Son intérêt pour l'art se manifeste vers l'âge de sept ans. Elle remporte la première place dans un concours d'art national lorsqu'elle est enfant et quitte l'école vers 15 ans pour fréquenter la Pennsylvania Academy of the Fine Arts (PAFA).
Le premier amour d'Elizabeth est Morton Livingston Schamberg, un autre artiste et étudiant à la Pennsylvania Academy of the Fine Arts. Ses parents, cependant, n'approuvent pas sa relation avec Schamberg, probablement parce qu'il est juif. En 1906, ses parents la persuadent de refuser la très convoitée bourse de voyage de deux ans de la PAFA, qui lui aurait permis d'être à Paris en même temps que Schamberg. Leur relation prend alors fin.
En 1907, Elizabeth change son nom en Elizabeth Sparhawk-Jones afin d'honorer la mère de son père(p49).
Alors que la famille de quatre personnes est en vacances, le père d'Elizabeth décède le 20 août 1910, dans le Vermont à Bread Loaf. Cette année-là, Margaret obtient une maîtrise de l'Université de Pennsylvanie. Margaret épouse Bayard Turnbull à Paris en octobre 1913 contre la volonté de sa mère. Harriet fait pression sur Elizabeth pour qu'elle se range à ses côtés, ce qui entraîne une relation tendue entre les sœurs pendant de nombreuses années.

### Dépression mentale
Sparhawk-Jones lutte contre la dépression, comme son père, et lorsqu'elle n'est pas bien, elle brûle ses peintures, ce qui réduit le nombre d'œuvres disponibles à la vente. En 1913,, Sparhawk-Jones a une dépression nerveuse et est internée à l'hôpital pour aliénés de Pennsylvanie pendant trois ans,. L’expérience est difficile pour elle et elle en sort changée à jamais. Sparhawk-Jones est terrifiée et seule à l'asile, et elle y a peut-être été soumise à l'opium ou à des sédatifs. Elle emménage avec sa mère après sa sortie de l'hôpital en 1916. Sparhawk-Jones doit faire face aux décès de son professeur William Merritt Chase, mort en 1916, et de Morton Shamberg, décédé en 1918. Elle a déclaré qu'elle n'avait pas travaillé en tant qu'artiste pendant environ 12 ans.

### Amour et amitiés

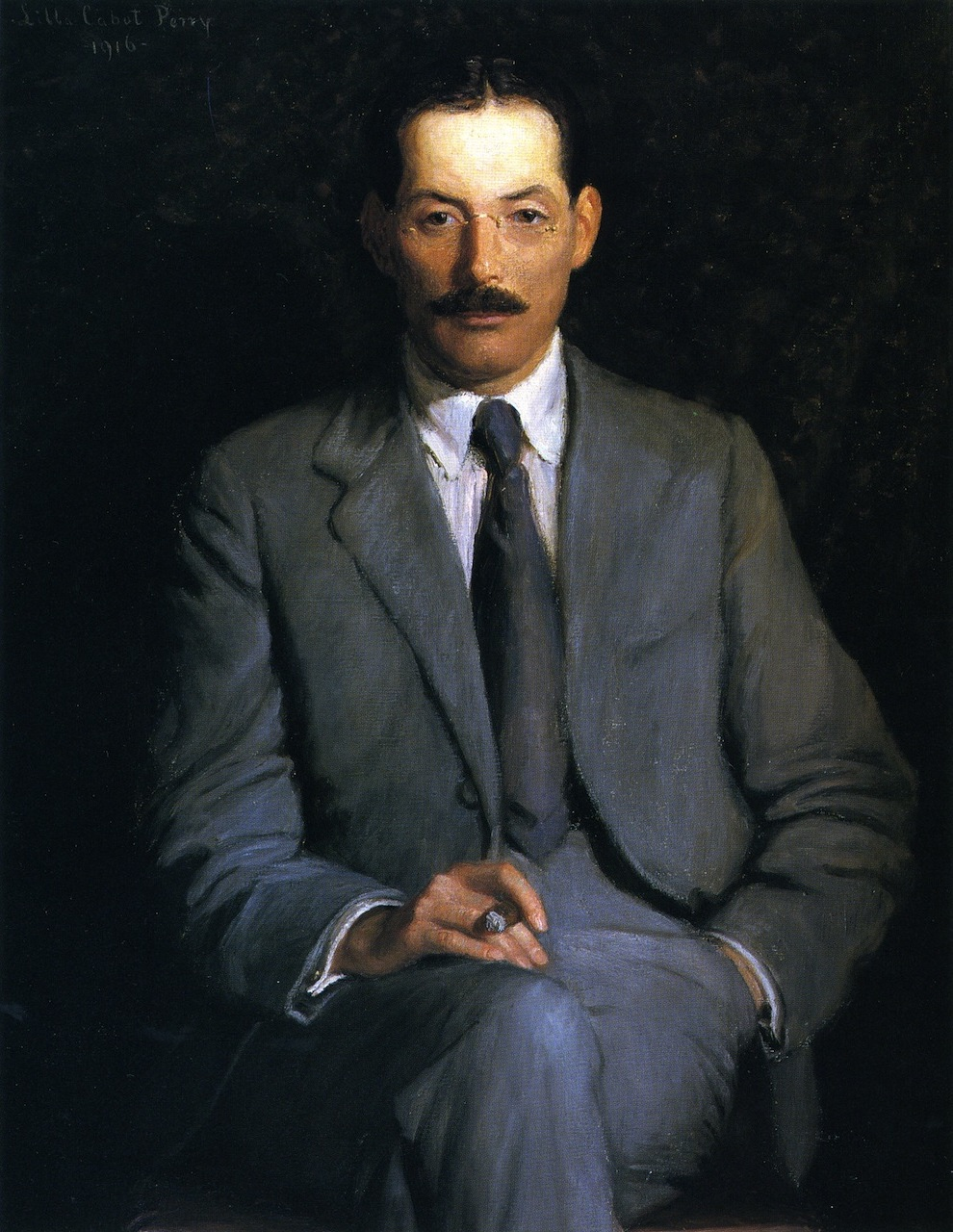
Lilla Cabot Perry, Edwin Arlington Robinson, 1916, Collections spéciales du Colby College, Waterville, Maine

Sparhawk-Jones apprécie plus la compagnie des écrivains que celle des autres artistes ; pendant plusieurs périodes, elle vit dans des colonies d'artistes, comme MacDowell Colony et Yaddo, avec des écrivains, des musiciens et d'autres artistes résidents. Edwin Arlington Robinson (1868–1935), poète lauréat du prix Pulitzer, et Sparhawk-Jones séjournent dans la colonie MacDowell aux mêmes moments, sur une période cumulée de dix ans. Ils ont une relation amoureuse dans laquelle elle est amoureuse de lui, sans qu'il n'insiste pour avoir des relations plus intimes. Il l'appelle Sparhawk et se montre courtois envers elle. À sa mort, Sparhawk-Jones assiste à sa veillée funèbre et peint plusieurs tableaux à sa mémoire. Elle le décrit comme un homme charmant, sensible et stable émotionnellement, doté de hautes valeurs morales.
Sparhawk-Jones est l'amie de Nancy Cox-McCormack (en), avec qui elle correspond entre 1935 et 1956, et de Marsden Hartley et Hudson Walker (de la Hudson Walker Gallery). Sparhawk-Jones est connue pour son humour et son esprit, mais elle a confié lors d'une interview d'histoire orale en 1964 qu'elle s'était toujours sentie seule et préférait un style de vie tranquille.

### Résidences
Sparhawk-Jones vit la plus grande partie de sa vie adulte à Philadelphie et dans ses environs, notamment dans le canton rural de Westtown, en Pennsylvanie. Elle visite souvent Paris pendant des périodes allant jusqu'à six mois à la fois, revenant passer du temps avec sa famille. Au milieu des années 1950, elle s'installe à Paris et y vit au moins jusqu'au milieu des années 1960.

## Éducation

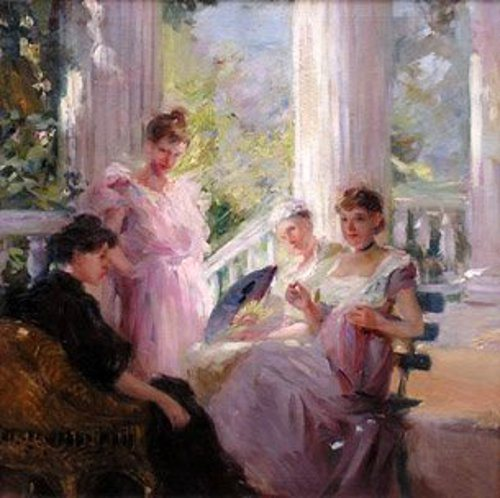
Elizabeth Sparhawk-Jones, Le Porche, 1907

Sparhawk-Jones étudie à la Pennsylvania Academy of the Fine Arts (PAFA). De 1900, lorsqu'elle a 15 ans, jusqu'à environ 1903, y enseignent Thomas Anshutz, Charles Sheeler et Morton Livingston Schamberg. Anshutz enseigne les cours de croquis avec des modèles en plâtre et des modèles habillés. Elle reçoit des lettres d'encouragement et des critiques de William Merritt Chase, qui enseigne le cours de portrait et croquis vivant. Durant l'un des étés à la PAFA, elle étudie à Paris à l'Académie de la Grande Chaumière, où elle trouve les cours de dessin d'après modèle vivant plus libres qu'aux États-Unis. À Paris, les modèles comprennent des adolescentes et de jolies jeunes femmes, et on y trouve une plus grande ouverture d'esprit et un confort avec la nudité. Sparhawk-Jones fréquente la Darby School of Painting à Fort Washington, sous la direction d'Anshutz, qui était cofondateur de l'école d'été et y a enseigné jusqu'en 1910. Elle a appris l'art moderne grâce à Schamberg, dont elle était amoureuse.

## Carrière

### Les débuts

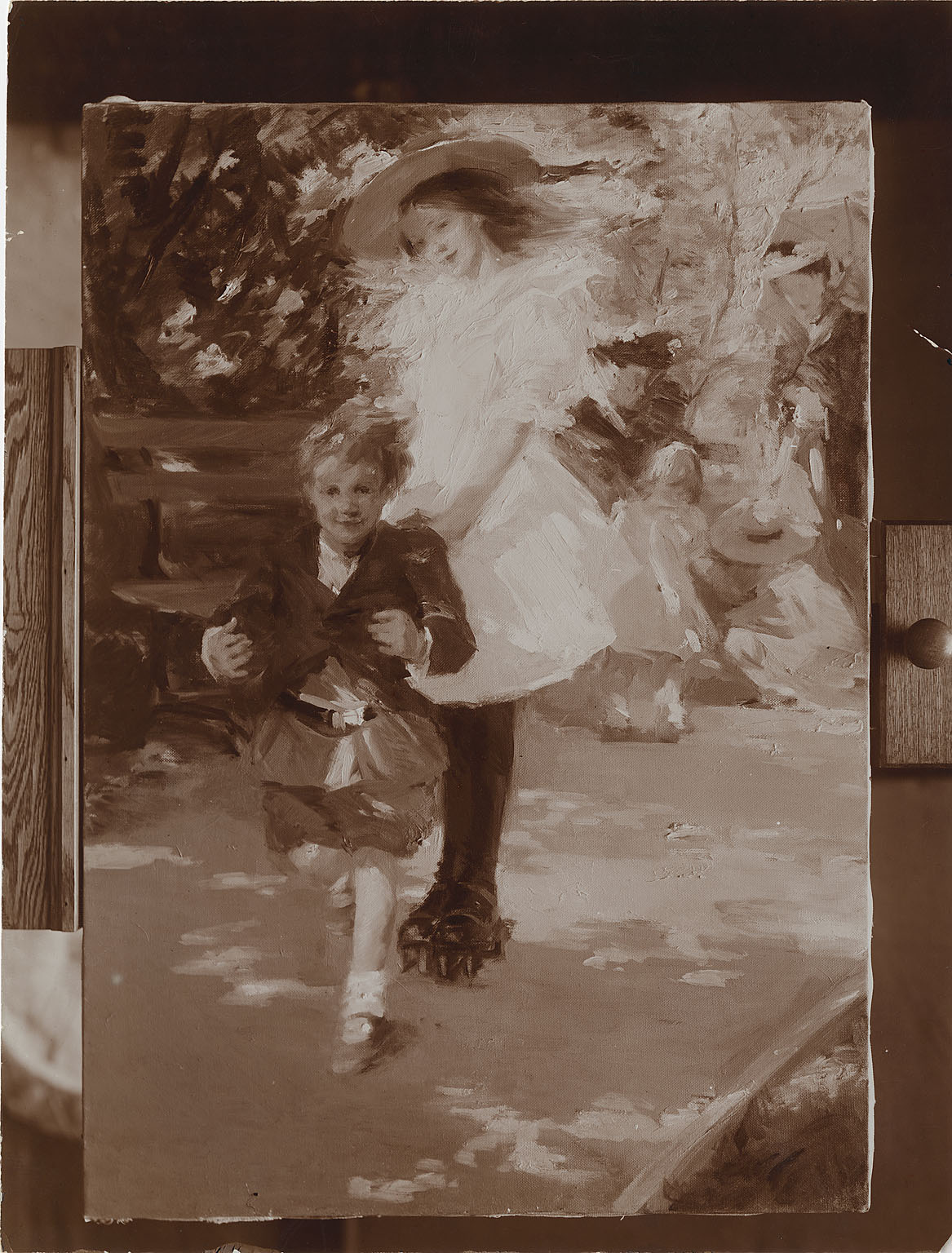
Photographie du tableau Roller Skates d'Elizabeth Sparhawk-Jones, 1908.

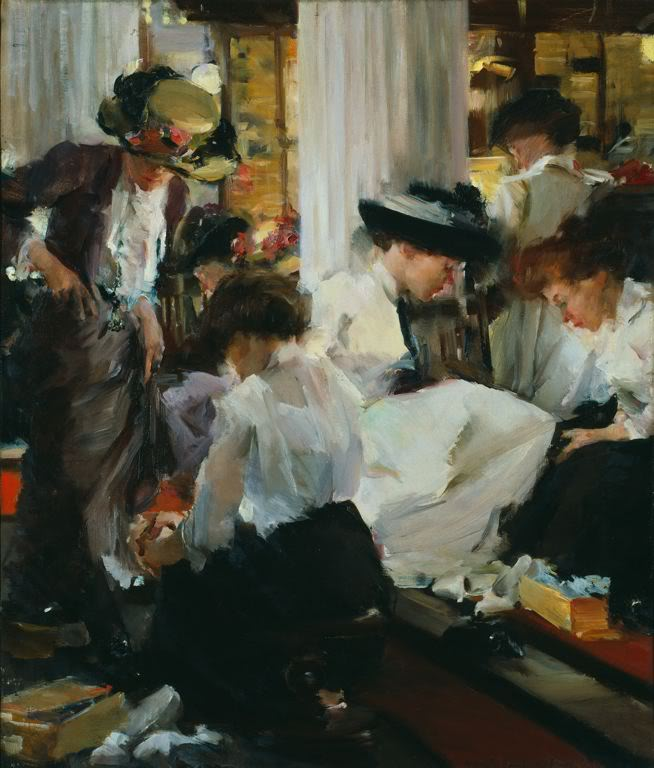
Elizabeth Sparhawk-Jones, Shoe Shop, 1911.

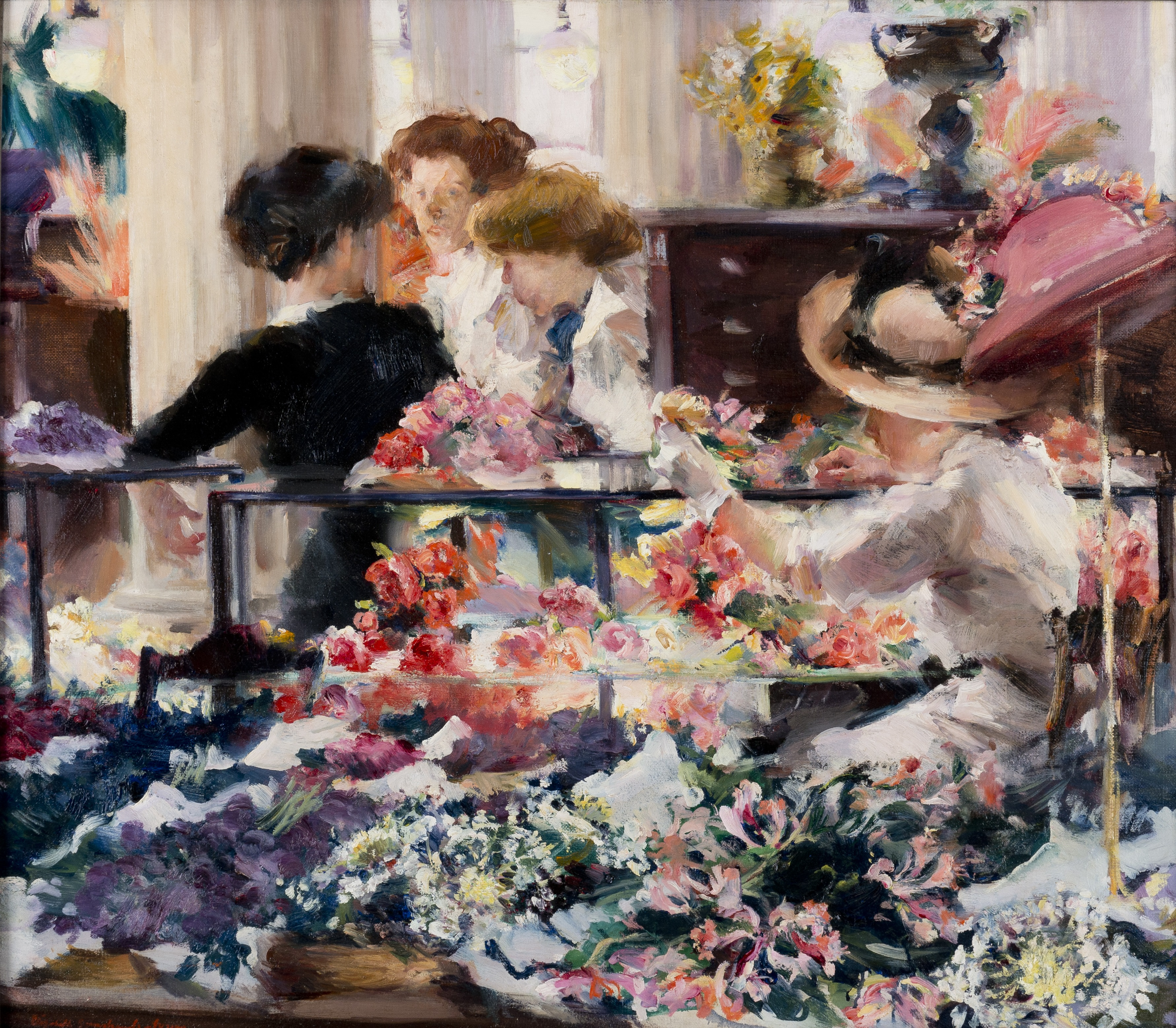
Elizabeth Sparhawk-Jones, Au printemps, 1912.

À l'âge de dix-huit ans, Sparhawk-Jones subvient à ses besoins grâce à la vente de ses peintures à l'huile et à l'aquarelle. Elle peint des scènes de femmes lisant ou faisant du shopping ainsi que des mères et des enfants se promenant dans un parc. Ses œuvres impressionnistes, connues pour leurs couleurs vives, sont exposées à l'échelle internationale en 1908, par exemple à l'exposition internationale du Carnegie Institute où elle est la seule femme à recevoir une récompense et la seule artiste des États-Unis à recevoir une mention honorable. Cette année-là, le New York Times la qualifie de « découverte de l'année »,, et affirme que sa peinture Le Porche est la « toile la plus inoubliable » de l'exposition. Son utilisation de la couleur et ses coups de pinceau expressifs sont comparés par les critiques d'art au style de William Merritt Chase.
Elle expose à la Pennsylvania Academy of the Fine Arts et reçoit en 1908 et 1912 le prix Mary Smith. Le prix de 1908 est remporté pour Roller Skates et le prix de 1912 a été remporté pour le tableau montrant un magasin à Paris, intitulé Au printemps, aux couleurs éclatantes. Le portrait de Sparhawk-Jones, peint par Alice Kent Stoddard (en) avant 1911, se trouve dans la collection de la Pennsylvania Academy of the Fine Arts.
Shoe Shop, peint en 1911, capture les expériences chaotiques de shopping des nouvelles femmes cosmopolites du XXe siècle. Le Journal of the American Medical Association, qui a utilisé Shoe Shop comme couverture du 24 mars 1999, décrit Sparhawk-Jones comme « spirituelle, fougueuse et talentueuse ». Même si elle reçoit des critiques positives pour ses peintures, Sparhawk-Jones n'apprécie pas de se voir mise en valeur et elle évite de promouvoir son travail.
Son tableau Shop Girls c. 1912 est exposé à l'Art Institute de Chicago dans le cadre d'une exposition visant à mettre en valeur les œuvres d'artistes américains de la fin du XIXe siècle et du début du XXe siècle. Désormais dans la collection de l'Art Institute, Shop Girls est le premier tableau d'une peintre femme acheté par les Amis de l'Art Américain de l'Art Institute. Il est acheté en 1913 à Sparhawk-Jones pour 550 $, moins que l’œuvre d'un homme, qui pouvait rapporter plusieurs milliers de dollars par tableau à cette époque,.

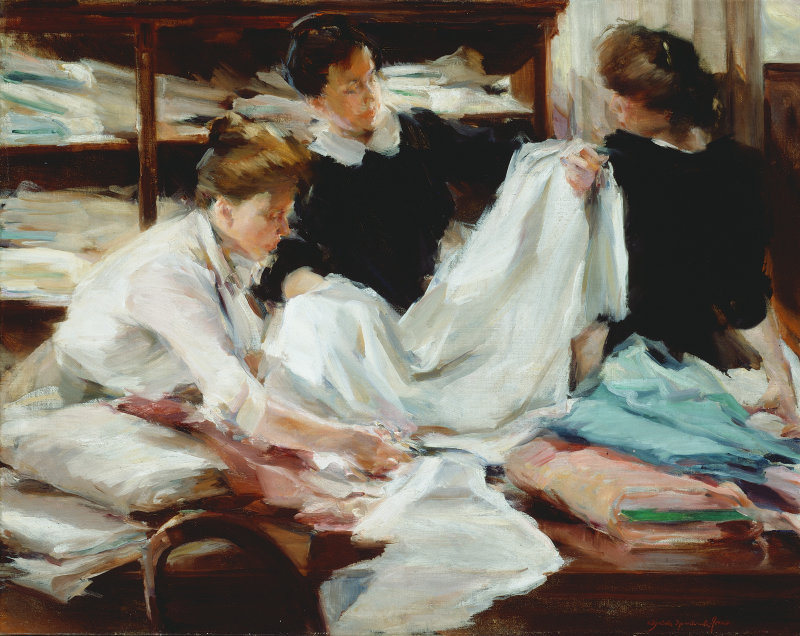
Elizabeth Sparhawk-Jones, Les vendeuses, 1912

### Dépression
La carrière d'Elizabeth Sparhawk-Jones s'arrête lorsqu'elle est victime de maladie mentale et est admise dans un asile en 1913. Toutefois, elle expose des œuvres au milieu des années 1910, par exemple lors de l'exposition de 1916 à la Pennsylvania Academy of the Fine Arts avec le tableau The Gardener.

### Résidences d'artistes

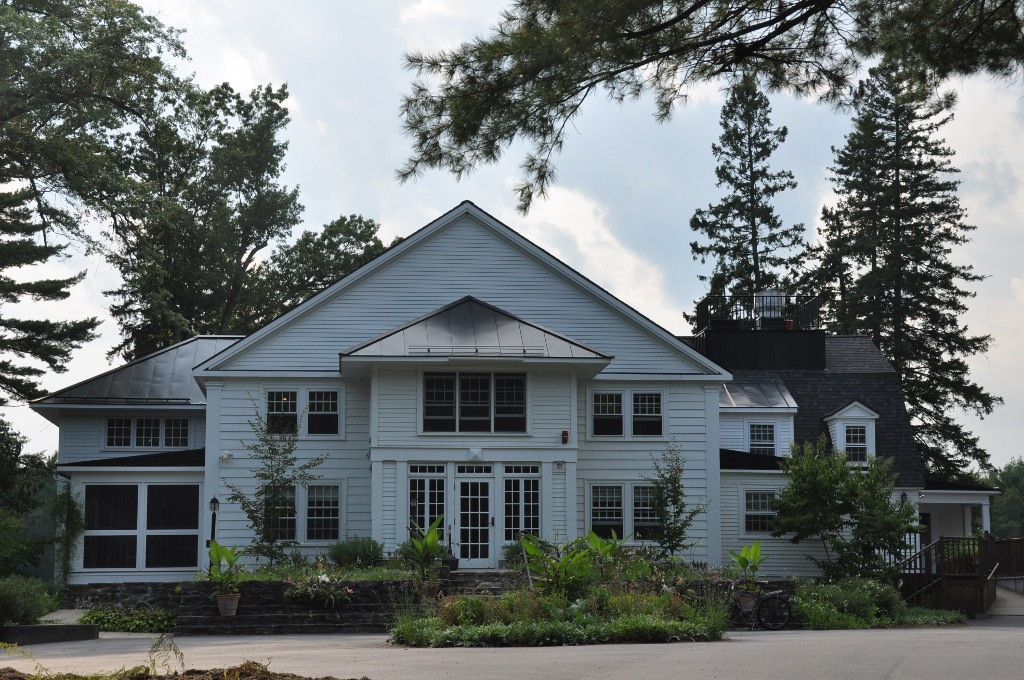
Maison principale, colonie MacDowell, Peterborough, New Hampshire

Elizabeth Sparhawk-Jones est l'une des peintres résidentes de la colonie MacDowell, dirigée par Marian MacDowell à Peterborough, dans le New Hampshire. Lilla Cabot Perry est alors une autre peintre résidente. La colonie offre une résidence aux hommes et aux femmes pour développer leurs talents littéraires, artistiques ou musicaux,. Sparhawk-Jones y est identifiée comme l'un des « hommes et des femmes qui ont enrichi la vie américaine ». Parmi les autres personnalités influentes citées figurent le gouverneur et poète portoricain Luis Muñoz Marín, les romanciers Willa Cather et Thornton Wilder, et le poète Edwin Arlington Robinson. Selon Starhawk-Jones, elle y est restée pendant environ dix ans et Robinson était présent à chacun de ses séjours.
En 1928, elle réside à Yaddo,, un domaine de 400 acres et une communauté d'artistes à Saratoga Springs, New York fondée par Spencer et Katrina Trask. Elle continue à recevoir des invitations à visiter Yaddo pour des séjours d'un à deux mois au fil des ans, et ses œuvres y sont exposées avec celles d'autres résidents de Yaddo après ses séjours, comme en 1956 lorsque deux de ses aquarelles sont incorporées dans une exposition Yaddo au musée de Schenectady alors qu'elle vit en Europe. Parmi les autres anciens résidents de Yaddo figurent Langston Hughes, Katherine Anne Porter, Truman Capote et Sylvia Plath.

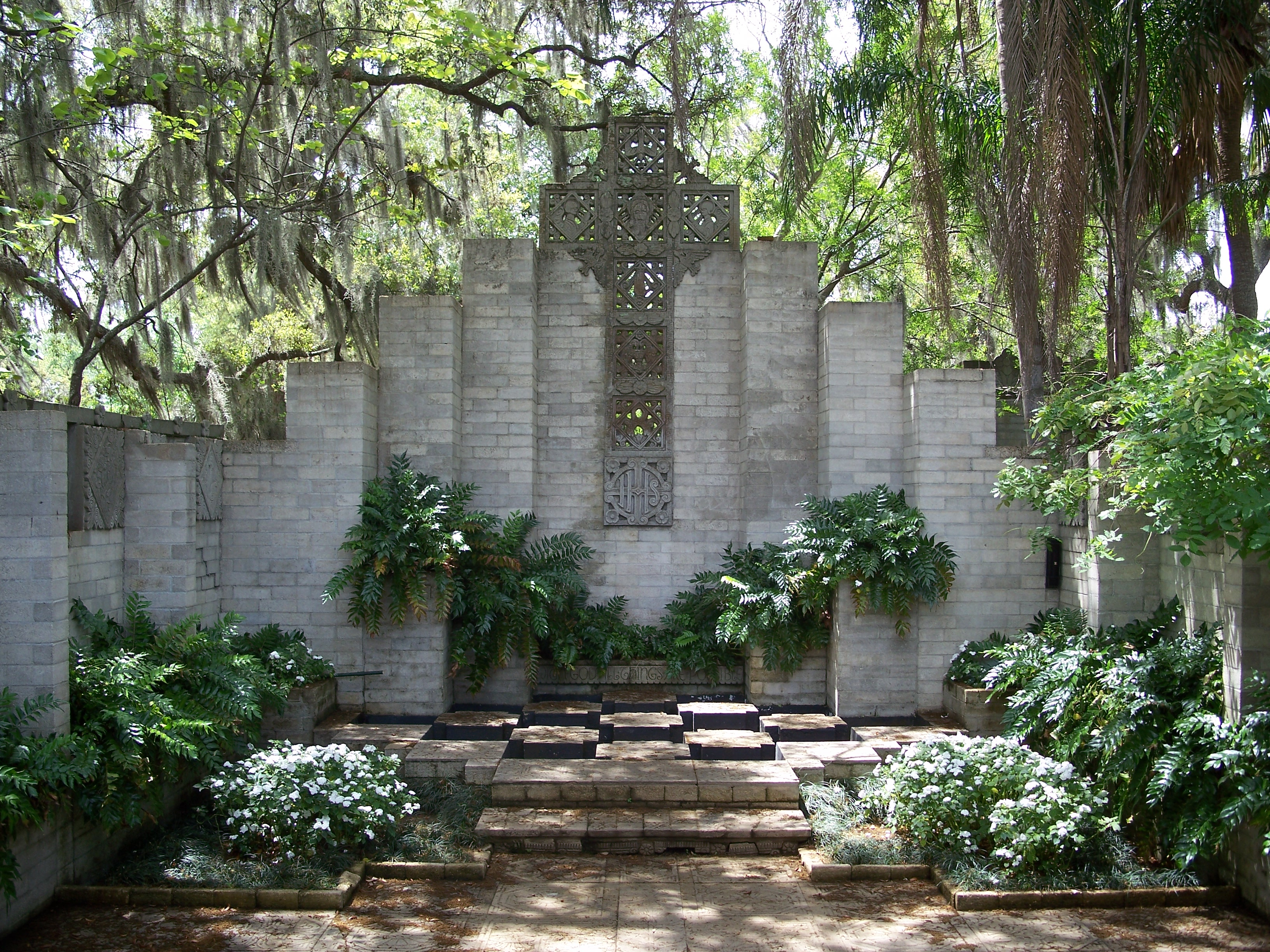
Institut de recherche, aujourd'hui Maitland Art Center, Maitland, Floride

Pendant deux ou trois ans, elle vit et travaille en Floride au Research Institute (aujourd'hui Maitland Art Center), dirigé par Mary Louise Curtis Bok, plus tard l'épouse d'Efrem Zimbalist, et Andre Smith. Ses œuvres sont exposées à la Research Studio Gallery fin mars et début avril 1940.

### Fin de carrière
Elle encourage les galeries et l'Académie des Beaux-Arts de Pennsylvanie à exposer les œuvres de l'autodidacte Horace Pippin, dont elle a déclaré : « Pour moi, il est l'un des rares véritables artistes de notre siècle, lorsqu'il est à son meilleur ».
Dans le livre de 1940 Pennsylvania: A Guide to the Keystone State, Sparhawk-Jones est identifiée comme l'un des « jeunes artistes importants » de l'État. William Alexander Newman Dorland la mentionne comme une femme peintre talentueuse, aux côtés de Cecilia Beaux et d'autres peintres américaines et anglaises dans son livre The Sum of Feminine Achievement. Elle relance sa carrière avec des œuvres modernes dans les années 1940, durant lesquelles elle vit à Philadelphie,. Sparhawk-Jones a particulièrement des adeptes à Chicago et à Philadelphie.
Sparhawk-Jones est qualifiée de phénomène en 1944 dans un article du magazine American Artist, dont l'auteur s'interroge : « Étrange qu'elle ne soit pas reconnue de loin comme l'une des femmes peintres les plus talentueuses et les plus distinguées des États-Unis ». Sparhawk-Jones n'a peut-être pas atteint une plus grande renommée, car à cette époque, il existe un « plafond de verre » pour les femmes artistes qui les empêche d'atteindre une notoriété significative, selon le biographe Townsend Ludington. Barbara Lehman Smith se demande aussi si cela pourrait être dû au fait qu'elle ne faisait pas la promotion de ses peintures, et qu'elle en détruisait lorsqu'elle était malade. Une autre théorie est qu'elle n'était pas prise au sérieux en raison de ses périodes de troubles mentaux.
Une exposition de ses aquarelles a lieu à la PAFA en avril 1948. À partir du milieu des années 1950 et jusqu'au milieu des années 1960, elle vit à Paris, à l'hôtel Saint Roman, près du jardin des Tuileries et du Louvre. Son travail est présenté dans un article du numéro d'été 1954 du New Mexico Quarterly. Sparhawk-Jones est décrite comme une peintre émotionnelle qui crée des œuvres d'art spirituelles dans les années 1960. Elle est interviewée en 1964 pour un projet d'histoire orale par Ruth Gurin Bowman, conservatrice de la collection d'art de l'université de New York, qui a donné les documents de l'entretien aux Archives of American Art. Cette année-là, elle remporte un prix pour sa peinture d'un paysage marin à l'exposition de la Silvermine Guild of Artists en Nouvelle-Angleterre.

## Mort et postérité
Sparhawk-Jones meurt le 26 décembre 1968 dans un hôpital du Connecticut. Elle est enterrée dans le même cimetière que ses parents à l'église épiscopale Immanuel, Glencoe, Maryland(p27) ; sa sœur y est également enterrée plus tard.
Des documents sur la carrière de Sparhawk-Jones, notamment des catalogues d'exposition, des croquis, des déclarations d'artiste et des coupures de journaux sont conservés au Victor Building de la bibliothèque du Smithsonian American Art Museum / National Portrait Gallery. En 2010, Elizabeth Sparhawk-Jones : The Artist Who Lived Twice, une biographie de sa vie, a été écrite et publiée par Barbara Lehman Smith. Ses recherches ont porté sur quatre boîtes de matériel ayant appartenu à l'origine à Sparhawk-Jones et qui ont été incluses par inadvertance avec les boîtes de Smith lors d'un déménagement de bureaux de Trimbush, l'ancienne maison de Margaret Carroll Jones Turnbull, vers un autre emplacement du St. Joseph Medical Center vers 1993.

## Collections

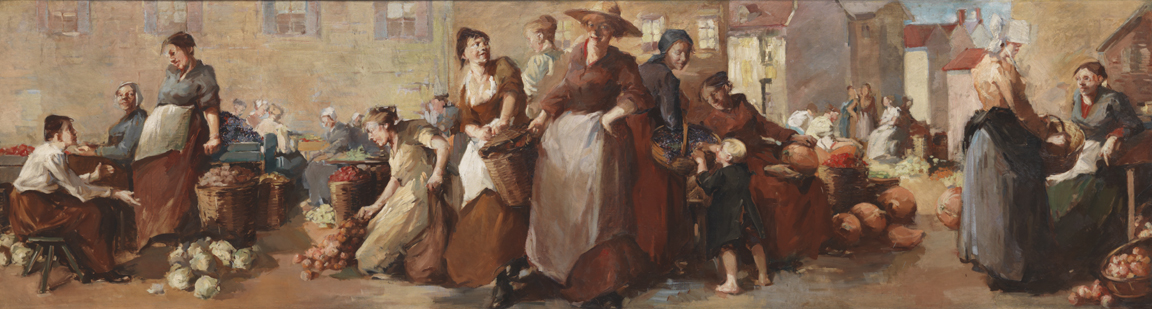
Elizabeth Sparhawk Jones, Le Marché, 1909, Académie des beaux-arts de Pennsylvanie, Philadelphie

L'acteur Claude Rains était un collectionneur de ses œuvres. Ses œuvres se trouvent dans les collections publiques suivantes :
- Art Institute of Chicago
  - Shoe Shop, c. 1911[47]
  - Shop Girls, c. 1912[30]
- Delaware Art Museum – The Dreamer, c. 1942[48],[49]
- Metropolitan Museum of Art – Caryatides, 1940[50]
- Museum of Modern Art – Startled Woman, c. 1956[51]
- Pennsylvania Academy of the Fine Arts
  - The Market, before 1909[52]
  - Woman with Fish, 1936 or 1937[53]
- Whitney Museum of American Art – The Sea Claims its Own, 1961[54]
- Wichita Art Museum – The Generations, c. 1942[55],[56]

### Catalogues d'exposition
- Graham Gallery, Elizabeth Sparhawk-Jones, Graham Gallery, 1964 (lire en ligne)
- Frank K.M. Rehn Galleries, Elizabeth Sparhawk-Jones, Frank K.M. Rehn Galleries, 1956 (lire en ligne)

### Études sur Elizabeth Sparhawk-Jones
- Anne d'Harnoncourt, Philadelphia: Three Centuries of American Art – Bicentennial exhibition, April 11 – October 10, 1976, Philadelphia, Philadelphia Museum of Art, 1976, 493–494 p. (ISBN 0876330162), « Elizabeth Sparhawk-Jones »
- George Semsel, « Three Neglected Painters: Alice Neel, Clifford Gress-Wright, and Elizabeth Sparhawk-Jones », Wagner Literary Magazine, Wagner College, New York,‎ 1960, p. 42–46
- « She Paints on Her Pulse », American Artist, vol. 8, no 7,‎ septembre 1944, p. 10
- Barbara Lehman Smith, « Elizabeth Sparhawk-Jones: An Overlooked Phenomenon », Fine Art Connoisseur,‎ may–june 2013
- Sullivan, Mark W. The Darby School of Art (Havertown, PA: Brookline Books, 2023)